# Leptomerinthoprora occidentalis
Leptomerinthoprora occidentalis är en insektsart som beskrevs av David M. Rowell 1983. Leptomerinthoprora occidentalis ingår i släktet Leptomerinthoprora och familjen gräshoppor. Inga underarter finns listade i Catalogue of Life.